# Jassenewo

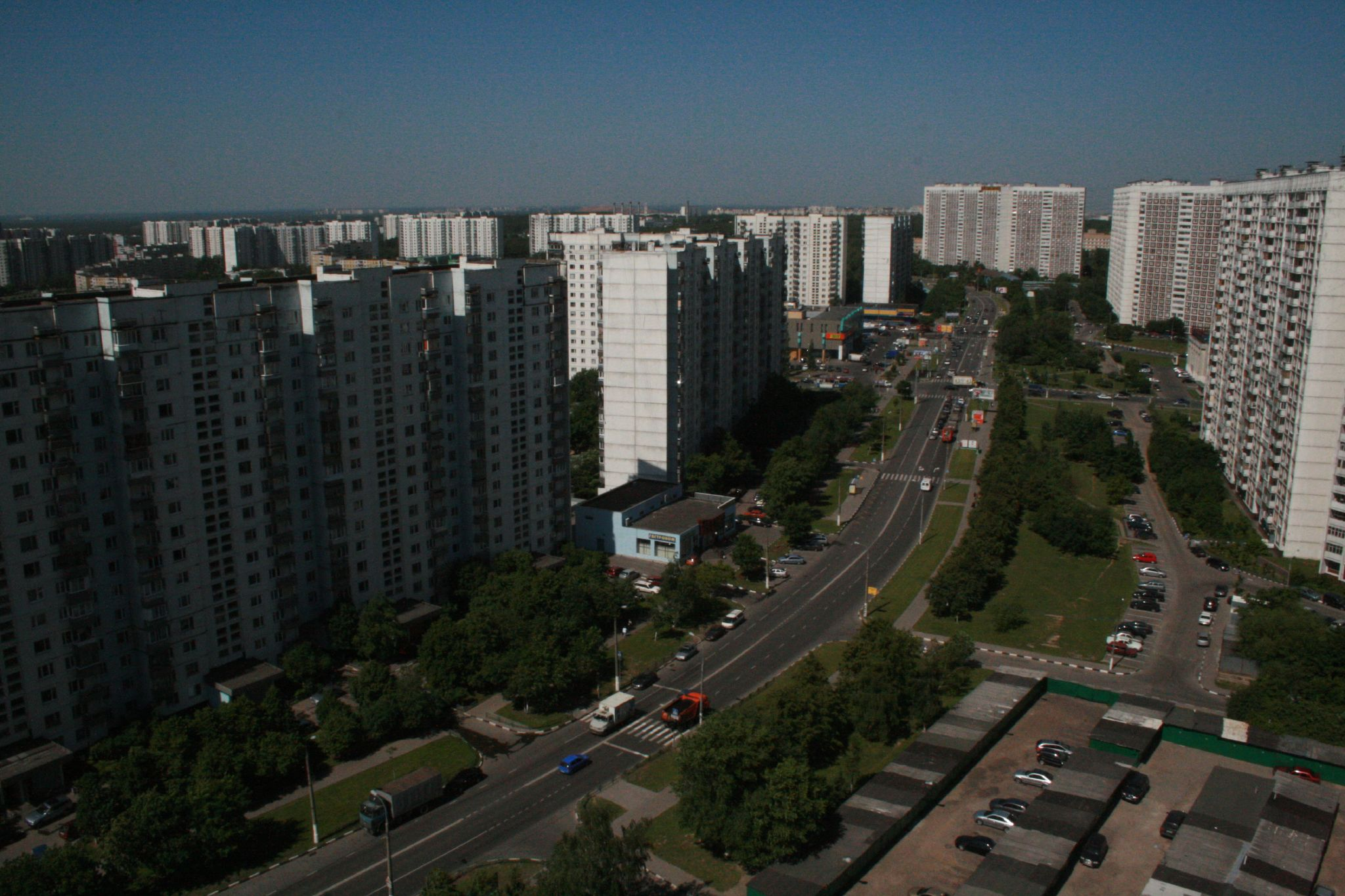
Jassenewo

Lage von Jassenewo in Moskau

Jassenewo (russisch Ясенево) ist seit 1976 ein Stadtviertel des Südwestlichen Verwaltungsbezirks von Moskau.

## Verkehr
Jassenewo ist mit der Kaluschsko-Rischskaja-Linie der Metro Moskau erschlossen.